# Фуругельм, Оттон Васильевич
Оттон Васильевич Фуругельм (1819—1883) — генерал-лейтенант, начальник местных войск Московского военного округа.
По окончании курса в Финляндском кадетском корпусе, в 1839 г выпущен на службу в лейб-гвардии Семёновский полк и здесь, получая последовательно чины, в 1854 г был произведён к полковники, а в следующем году назначен командиром Екатеринославского гренадерского полка.
Получив вскоре за тем в командование 2-ю гренадерскую резервную бригаду, Фуругельм в 1858 г принял Таврический гренадерский полк и в 1863 г, по производстве в генерал-майоры, определён на должность окружного генерала 1-го округа отдельного корпуса внутренней стражи. В том же году Фуругельм был назначен командиром лейб-гвардии Литовского полка, с которым участвовал в военных действиях против польских мятежников.
В начале 1866 г. Фуругельм был назначен исполняющим должность начальника местных войск Московского военного округа и в 1867 г — начальником штаба инспектора стрелковых батальонов. В последней должности Фуругельм принимал особенно деятельное участие в трудах комиссии по перевооружению армии и по стрелковому делу, за что в 1871 г был произведён в генерал-лейтенанты и назначен помощником инспектора стрелковых батальонов.
В 1876 г. Фуругельм получил назначение состоять по гвардейской пехоте и в запасных войсках и в конце 1882 г зачислен в запас гвардейской пехоты.
Умер 24 мая 1883 г.
Оттон Васильевич был женат на Ольге Александровне урождённой Каверзневой. Его брат, Иван Васильевич Фуругельм, был контр-адмиралом.